# Oligohymenophorea
Classe
Les Oligohymenophorea sont une classe de protistes de l'embranchement des Ciliés (Ciliophora).

## Description
Les Oligohymenophorea se caractérisent typiquement par une gorge ventrale contenant la bouche et des cils oraux distincts de ceux du reste du corps. Ils incluent une membrane parorale à la droite de la bouche et généralement trois membranelles à sa gauche. Le cytopharynx est discret et ne forme jamais de cyrtos complexes contrairement à ce qui se voit dans les autres classes.
Les membres de cette classe sont largement répandus et incluent de nombreuses formes libres (principalement d'eau douce mais aussi marines) et des formes symbiotiques. La plupart sont microphages, se nourrissant d'organismes plus petits entraînés dans la bouche par les cils, mais d'autres façon de se nourrir existent. Dans le groupe des astomes, la bouche et ses structures nourricières ont disparu.

## Liste des ordres
Selon GBIF (29 juillet 2023)
- Astomatida
- Hymenostomatida
- Peniculida
- Peritrichida
- Philasterida
- Pleuronematida
- Scuticociliatida

Selon le World Register of Marine Species (30 septembre 2023) :
- sous-classe des Apostomatia Chatton & Lwoff, 1928
  - Apostomatida
  - Astomatophorida
  - Pilisuctorida
- sous-classe des Astomatia Schewiakoff, 1896
  - Astomatida
- sous-classe des Hymenostomatia Delage & Hérouard, 1896
  - Hymenostomatida
  - Ophryoglenida
  - Tetrahymenida
- sous-classe des Peniculia Fauré-Fremiet in Corliss, 1956
  - Peniculida
- sous-classe des Peritrichia Stein, 1859
  - Mobilida
  - Sessilida
- sous-classe des Scuticociliatia Small, 1967
  - Philasterida
  - Pleuronematida
  - Thigmotrichida

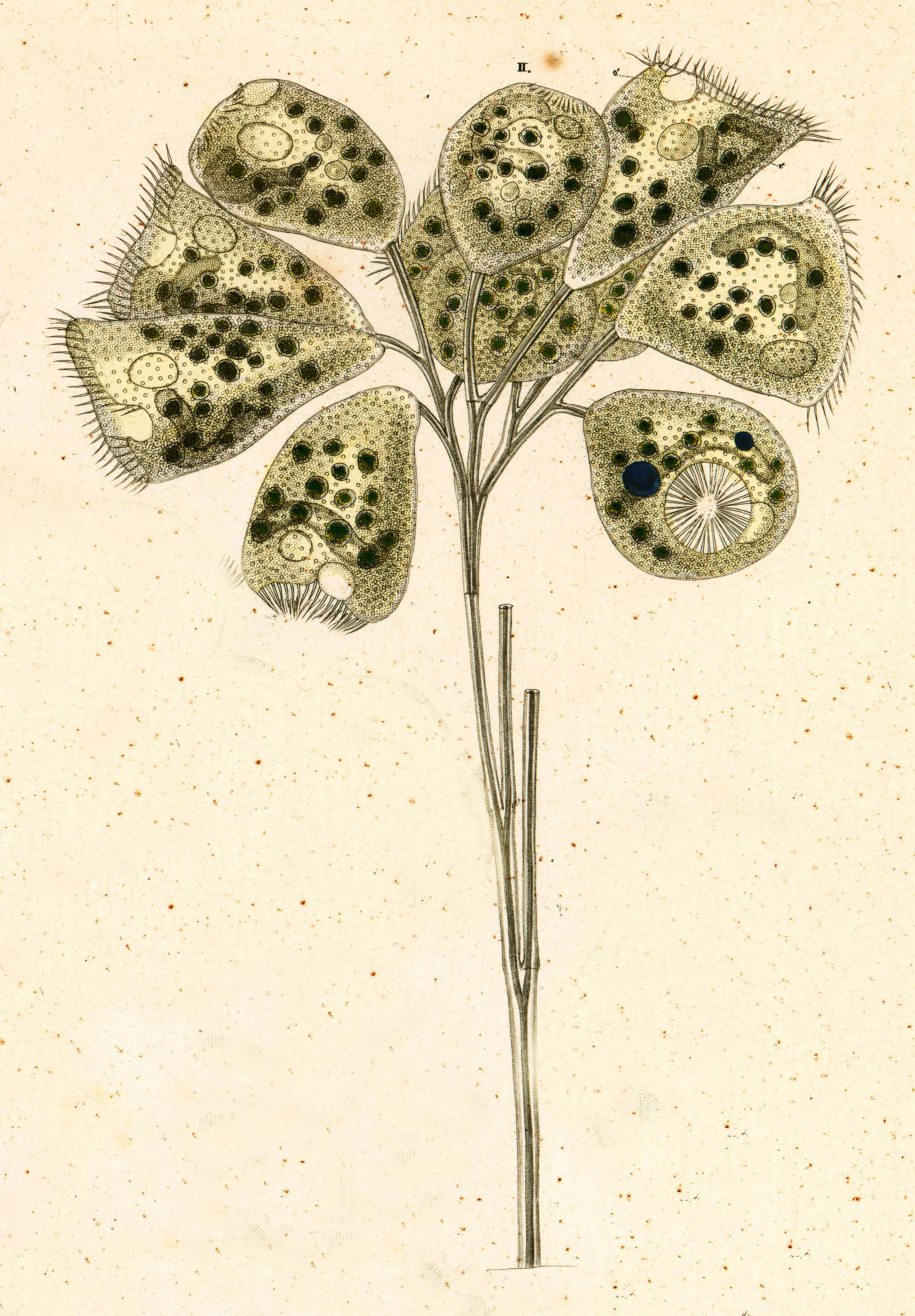
Campanella umbellaria.
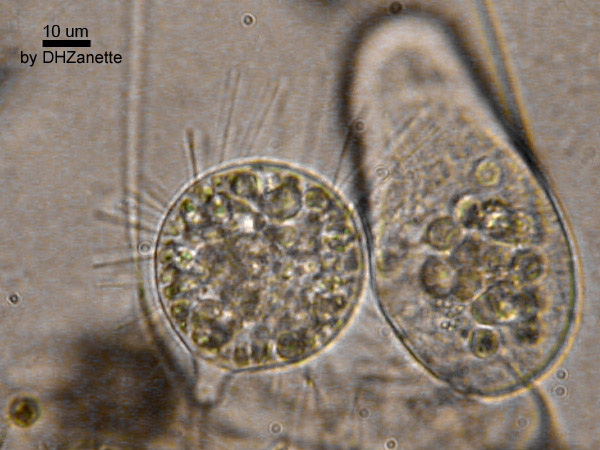
Colpidium sp.
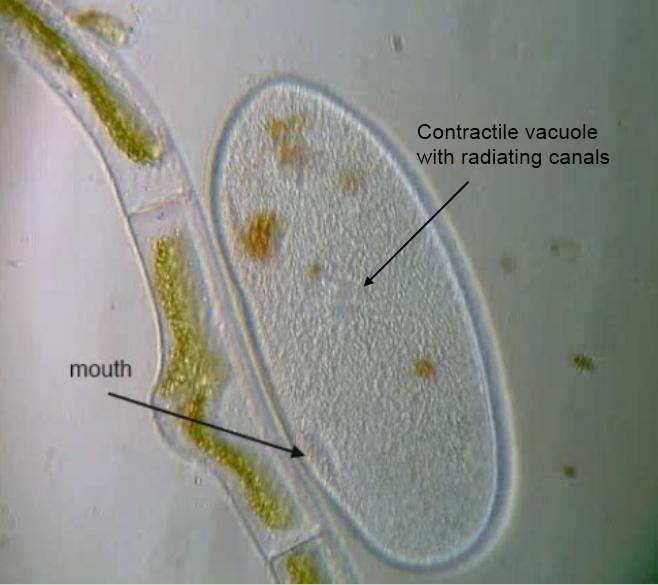
Frontonia leucas.
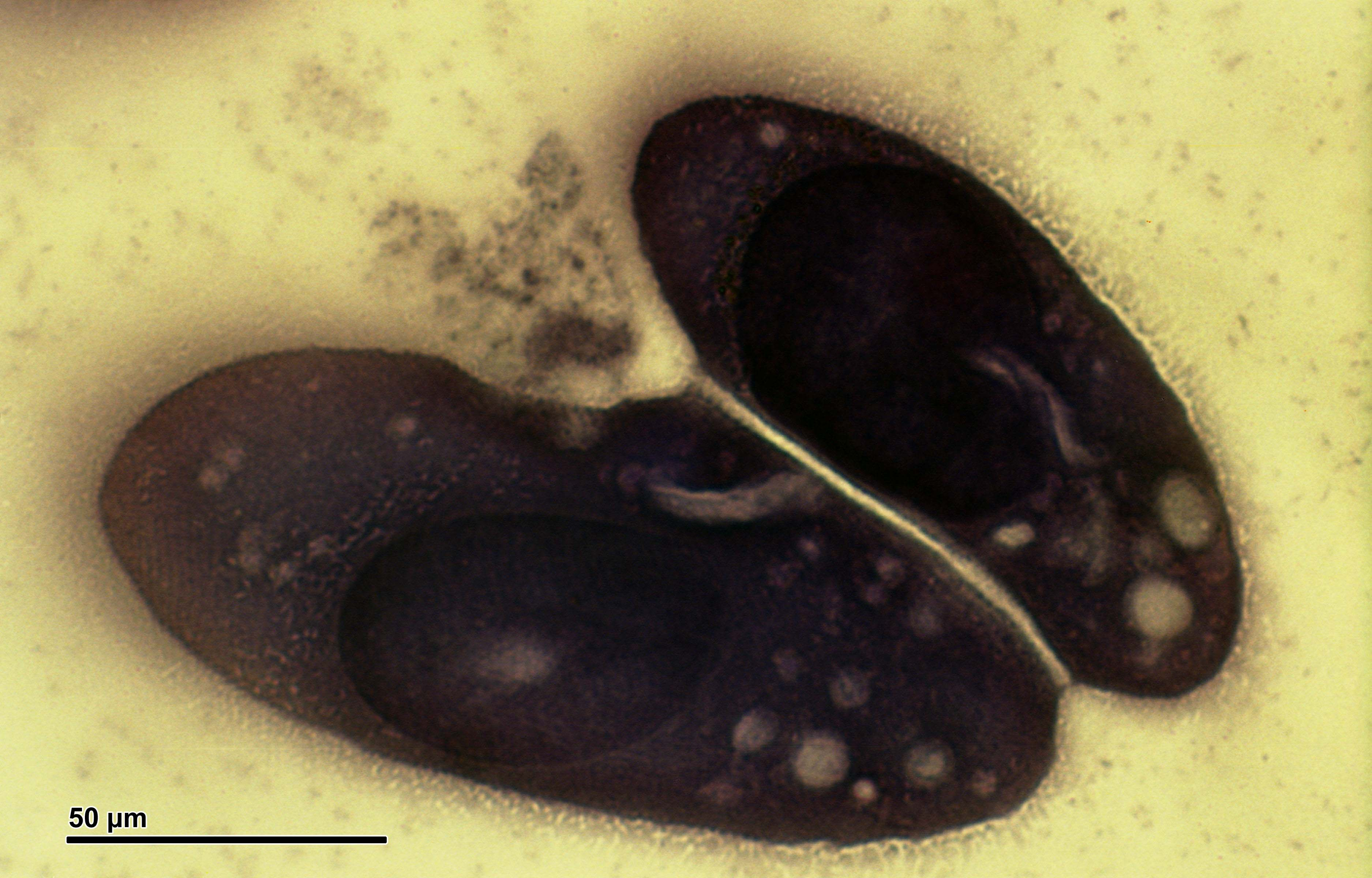
Paramecium caudatum.
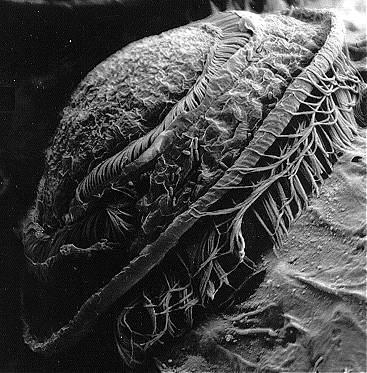
Trichodina sp.
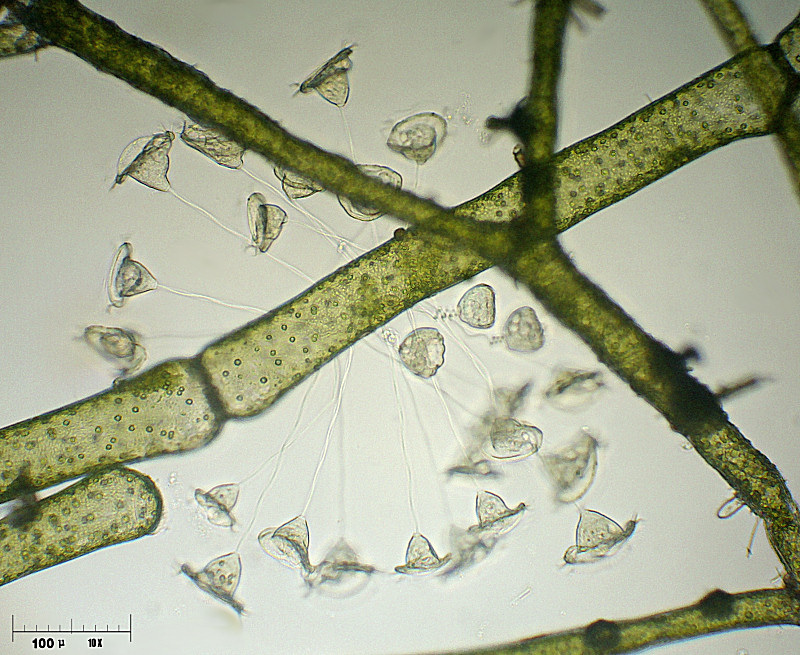
Vorticella campanula.
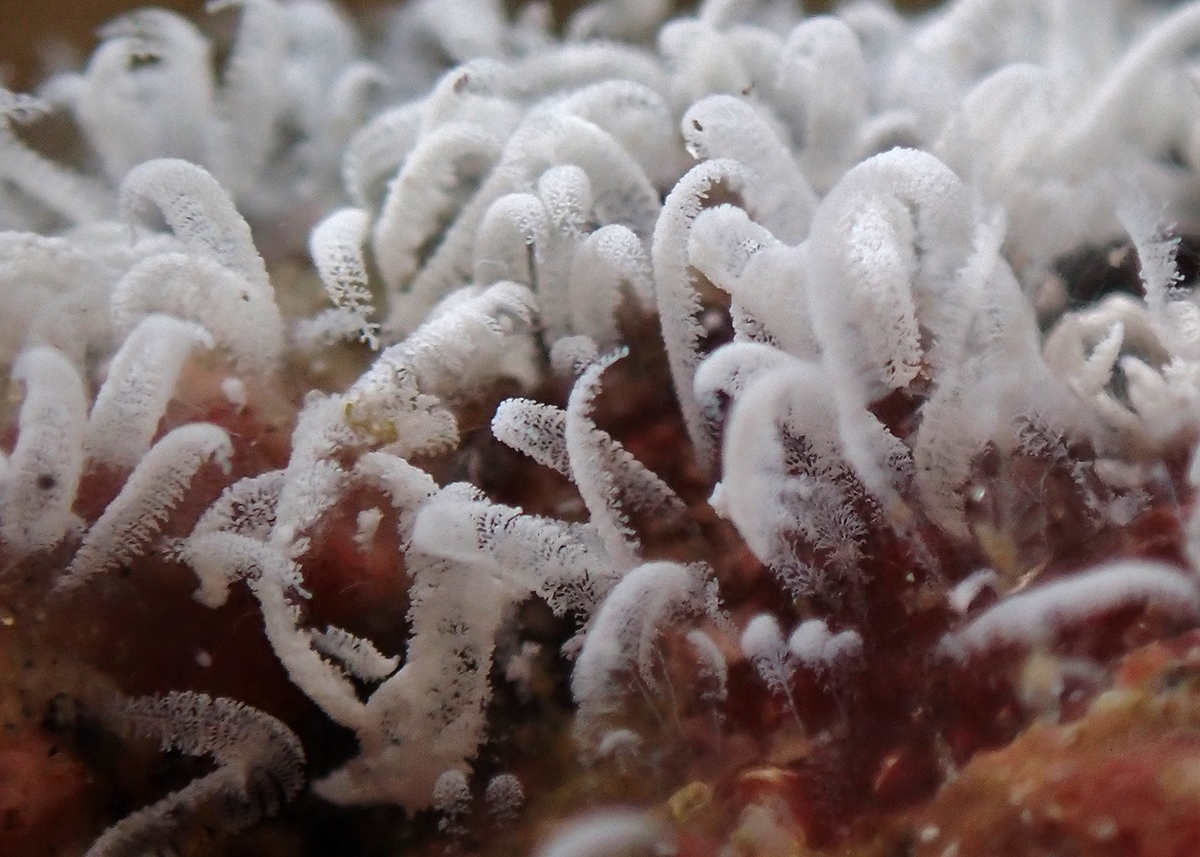
Colonies de Zoothamnium niveum à la Réunion.

## Systématique
Le nom valide complet (avec auteur) de ce taxon est Oligohymenophorea Puytorac et al., 1974.

## Publication originale
- Puytorac, P. de, A. Batisse, J. Bohatier, J.O. Corliss, G. Deroux, P. Didier, J. Dragesco, G. Fryd-Versavel, J. Grain, C.-A. Grolière, R. Hovasse, F. Iftode, M. Laval, M. Rogue, A. Savoie et M. Tuffrau, « Proposition d'une classification du phylum Ciliophora Doflein, 1901 », Comptes Rendus de l'Académie des Sciences, Paris, vol. 278,‎ 1974, p. 2799-2802.